# Pinotin
Le pinotin est une variété de cépage rouge cultivée depuis 1991.
C'est un croisement entre le pinot noir et des partenaires plus résistants. Le nouveau cépage a été élevé par le vigneron suisse Valentin Blattner (de). La sélection a été effectuée dans la Freytag Rebschule dans la municipalité de Neustadt / Lachen-Speyerdorf dans le Palatinat (Allemagne). Après plusieurs années d'évaluation des essais, Volker Freytag a enregistré la variété pour la protection des variétés en 2002 et pour la classification en 2010.